# Eden Brook
Der Eden Brook ist ein Wasserlauf in Surrey, England. Er entsteht südwestlich von Lingfield und fließt in nördlicher Richtung im Osten des Ortes. Im Norden des Ortes wendet er sich nach Osten und fließt seiner Mündung in den River Eden entgegen.